# 原口剛 (地理学者)
原口 剛（はらぐち たけし、1976年 - ）は、日本の地理学者、神戸大学大学院人文学研究科教授、専門は社会地理学・都市論。地図学者として紹介されることもある。釜ヶ崎（あいりん地区）の歴史や、野宿者調査などを通して、社会/空間的排除論を研究している。

## 経歴
千葉県に生まれ、鹿児島県で育ち、鹿児島県立鶴丸高等学校から、東京大学文学部に進んだ。学部での専攻は哲学であった。
2002年から2007年にかけて、大阪市立大学都市文化研究センターCOE研究員となった。
2007年、大阪市立大学大学院文学研究科博士課程を修了し、「都市日雇労働市場の編成と労働運動の動態に関する労働地理学的研究：高度経済成長期の大阪を事例として」により博士（文学）を取得した。また、大阪市立大学都市研究プラザ特別研究員となる。
2008年から2011年にかけて、日本学術振興会特別研究員（PD）として神戸大学に在籍。
2012年10月、神戸大学大学院人文学研究科准教授となり、2025年4月には教授に昇任した。
『地理学評論』に発表した論文「地名をめぐる場所の政治 - 1970年代と2000年代の「釜ヶ崎」 を事例として」により、2013年度の日本地理学会賞（優秀論文部門）を受賞した。

## 著書

### 単著
- 『叫びの都市 寄せ場、釜ケ崎、流動的下層労働者』（洛北出版） 2016

### 共編著
- 『こころのたねとして 記憶と社会をつなぐアートプロジェクト』（岩淵拓郎, 上田假奈代共編著、こたね制作委員会、ココルーム文庫） 2008年
- 『釜ケ崎のススメ』（稲田七海, 白波瀬達也, 平川隆啓共編著、洛北出版） 2011年

## 翻訳
- 『ジェントリフィケーションと報復都市：新たなる都市のフロンティア』（ニール・スミス、ミネルヴァ書房） 2014年